# Pascale Mahé
Pascale Mahé est une athlète française, née le 29 mars 1948, adepte de la course d'ultrafond, trois fois championne de France des 24 heures et championne d'Europe des 24 heures par équipes.

## Biographie
Pascale Mahé est trois fois championne de France des 24 heures en 1992, 1993 et 1996, et championne d'Europe des 24 heures par équipes en 1996,.

## Records personnels
Statistiques de Pascale Mahé d'après la Deutsche Ultramarathon-Vereinigung (DUV) :
- Marathon : 3 h 25 min 4 s au marathon de Paris en 2002[5]
- 50 km cross : 5 h 53 min 33 s aux 50 km du Morvan en 2009
- 100 km route : 9 h 14 min 28 s aux 100 km de Migennes en 1994
- 12 heures route : 103,850 km aux 24 heures Self-Transcendence de Bâle en 1997 (12 h split)
- 24 heures route : 204,395 km aux 24 heures Self-Transcendence de Bâle en 1997[3]